# Black Diamond (canción de Kiss)
«Black Diamond» es una canción de la banda estadounidense Kiss, escrita por Paul Stanley. Es la última canción del álbum homónimo de la banda, lanzado en 1974. Inicia con un lento arpegio y con una estrofa cantada por Paul Stanley, para luego darle paso al baterista Peter Criss. 
"Black Diamond" es una de las canciones favoritas de la banda en directo, siendo cantada en todas las oportunidades por el baterista de turno, sea el caso de Peter Criss, Eric Carr o Eric Singer.

## Álbumes
"Black Diamond" aparece en los siguientes álbumes de Kiss:
- Kiss
- Alive!
- The Originals
- Double Platinum
- The Box Set
- Kiss Symphony: Alive IV
- Gold
- Kiss Alive! 1975–2000

## Versiones
- The Replacements en el álbum Let It Be.
- Yoshiki de la banda X Japan en el álbum Kiss My Ass: Classic Kiss Regrooved.
- Pearl Jam en un concierto en la ciudad de Chicago en agosto de 2007.[2]
- Bathory en el álbum A Tribute to the Creatures of the Night.
- Taking Dawn en el álbum Time to Burn.
- Smashing Pumpkins en su gira del año 2002.

## Personal
- Peter Criss - voz, batería
- Ace Frehley - guitarra
- Paul Stanley - voz, guitarra
- Gene Simmons - bajo, voz